# Illes Campbell
Les illes Campbell (o Grup de l'illa Campbell) són un grup d'illes subantàrtiques que pertanyen a Nova Zelanda. Es troben uns 600 km al sud de l'Illa Stewart. Les illes tenen una superfície total de 113,31 km², la gran major part en una illa principal, l'illa Campbell 112,68km²), i nombroses petites illes, entre les quals destaquen Dent Island (0,23 km²), Illa de Jeanette Marie (0,11 km²), Folly Island (o illes Folly), illa Jacquemart (0,19 km²) i illa Monowai (també coneguda com a Lion Rock, 0,08 km²). Ecològicament, formen part de l'ecoregió tundra de les illes subantàrtiques i antípodes. Les illes són un dels cinc grups d'illes subantàrtiques esignats col·lectivament com a Patrimoni de la Humanitat de la UNESCO.

## Fauna
Les illes Campbell han estat identificades com una àrea important per a la conservació de les aus (IBA) per la BirdLife International per la seva importància com a lloc de cria de diverses espècies d'aus marines, així com els endèmics xarxet de l'illa de Campbell i Coenocorypha aucklandica perseverance. Les aus marines presents són els pingüins salta-roques meridionals, el pingüí ullgroc, l'albatros de les Antípodes, l'albatros reial meridional, l'albatros de mantell clar, l'albatros cellanegre, l'albatros de Campbell i l'albatros capgrís, petrells gegants, baldriga de barbeta blanca i corb marí de l'illa de Campbell.